# Neolithibum
Neolithibum ist ein Geschicklichkeits- und Partyspiel der Spieleautoren Harald Bilz und Peter Gudbrod. Das Spiel für zwei bis sechs Spieler ab acht Jahren dauert pro Runde etwa 40 Minuten. Es wurde im Jahr 1991 als eines der ersten Spiele des von Bilz und Gudbrod gegründeten Heidelberger Spieleverlags als multilinguale Version veröffentlicht. 1992 wurde es beim Deutschen Spiele Preis auf Rang 10 der besten Spiele gewählt.

## Thema und Ausstattung
Bei dem Spiel handelt es sich um ein Geschicklichkeits- und Partyspiel, bei dem die Spieler versuchen, Steine auf einen Steinhaufen, das Heiligtum, zu legen und mit gewonnenen Puzzleteilen ein Puzzlebild zu vervollständigen.
Das Spielmaterial besteht neben der Spielregel aus:
- einem Spielplan mit Ablageplatz für die Karten, Steine und die Holzscheibe,
- einer Holzscheibe,
- sechs Spielertableaus mit Ablageplätzen für das Puzzle,
- Steinen in unterschiedlichen Größen,
- Steinzeitnahrungsplättchen,
- 23 Handicapkarten,
- 36 Hinkelsteinplättchen,
- sechs Puzzles aus Bärenschädelteilen (jeweils neun Teile) und
- zwei Stoffbeutel.

## Spielweise
Zu Beginn des Spiels wird der Spielplan auf einen Tisch in die Spielmitte gestellt. Die Holzscheibe wird in der Mitte des Spielplans platziert und die Steine werden der Größe nach sortiert in die Ecken gelegt. Die Steinzeitnahrung wird gemischt und in einen Beutel gelegt, in den anderen kommen die Puzzleteile. Danach werden die Handicapkarten gemischt und ebenfalls auf den Spielplan gelegt. Jeder Spieler wählt ein Spielertableau und bekommt sechs verschiedene Hinkelsteinplättchen und zieht fünf Steinzeitnahrungsplättchen aus dem Beutel.
Beginnend mit einem Startspieler legen alle Spieler nacheinander Hinkelsteinplättchen vor sich ab, die mit ihrer Spitze auf jeweils einen anderen Spieler zeigen müssen. Danach werden alle Plättchen gleichzeitig umgedreht und dann nacheinander abgearbeitet. Dabei müssen alle Spieler die Aktionen von den Hinkelsteinen ausführen, die auf sie zeigen. Dabei gibt es insgesamt sechs Möglichkeiten:
| Hinkelstein                   | Aktionen |
| ----------------------------- | --- |
| Steinträger groß mittel klein | Die Steinträger müssen jeweils einen Stein der angegebenen Größe auf das Heiligtum legen. Entsprechend der Größe der Steine müssen sie ein, zwei oder drei Punkte Steinzeitnahrung abgeben und können sich bei Erfolg einen, zwei oder drei Bärenschädelteile aus der Knochengrube oder dem Säckchen nehmen. Doppelte Teile müssen sofort wieder in die Knochengrube abgegeben werden.              |
| Schlaumeier                   | Wenn ein Schlaumeier auf einen Spieler zeigt, der in der gleichen Runde Steinträger ist, muss dieser eine Handicapkarte ziehen und seinen Stein mit dieser auf den Haufen legen. Der Besitzer des Schlaumeiers bekommt dann ein Bärenschädelteil. Ein Spieler muss bei mehreren Schlaumeiern maximal drei Handicapkarten steigender Schwierigkeitsgrade ziehen und alle Auflagen zugleich erfüllen. |
| Esser                         | Wer den Esser spielt darf fünf Teile Steinzeitnahrung ziehen, allerdings nur wenn nicht genau ein Knüppelmann von den anderen Spielern gespielt wurde. |
| Knüppelmann                   | Wenn in einer Runde genau ein Knüppelmann gespielt wird, bekommt dieser von allen Essern fünf Nahrungskärtchen und diese dürfen keine neuen Kärtchen ziehen. Liegen mehrere Knüppelmänner aus, bekommen sie nichts und die Esser können neue Kärtchen ziehen. |

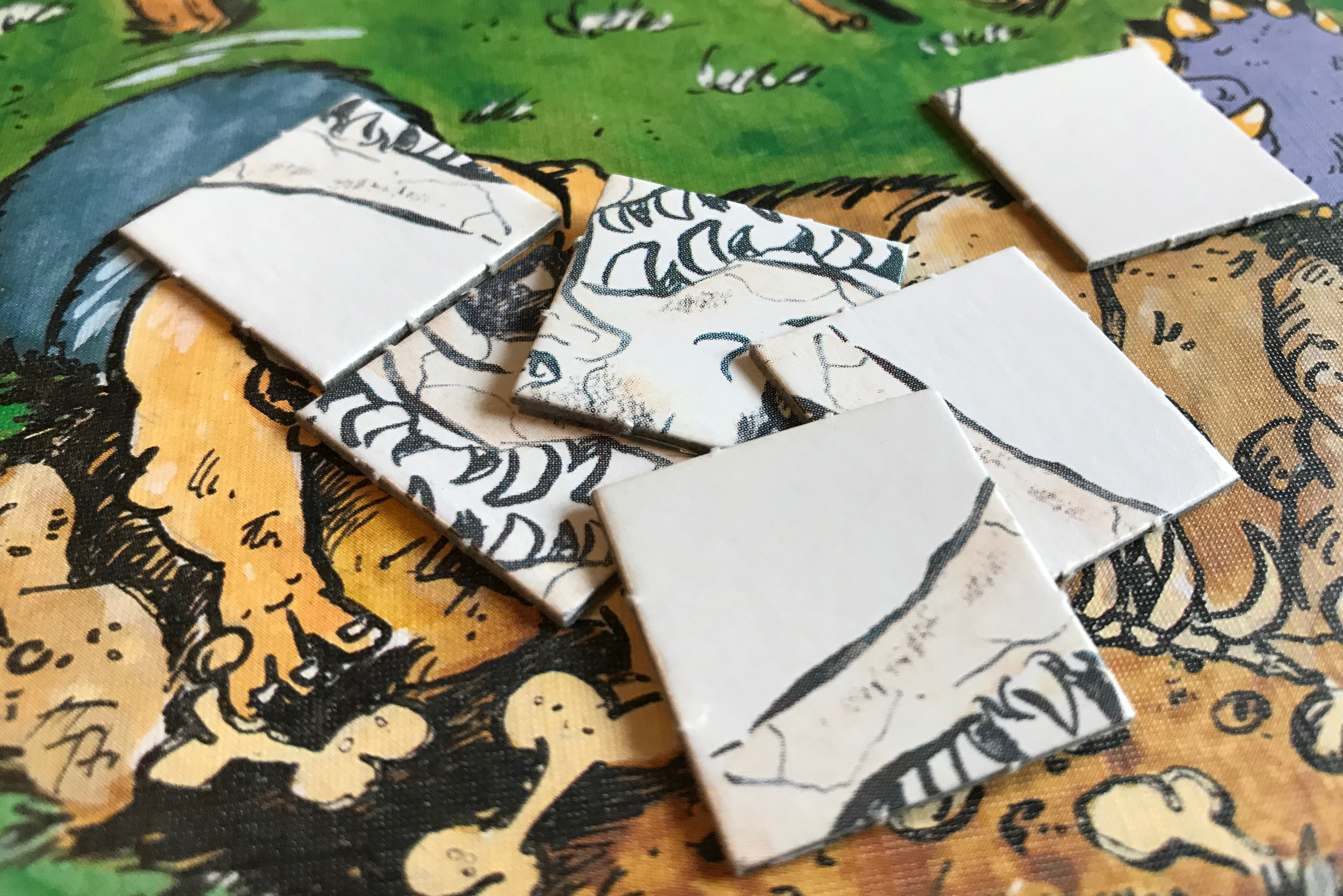
Die Knochengrube

Sobald Steine vom Heiligtum fallen, wird ein Schuldiger ermittelt, der dann zwei Bärenpuzzleteile in die Knochengrube abgeben muss. Danach werden alle Steine in die Steinbrüche zurückgelegt und das Heiligtum wird neu aufgebaut. Die Aktionen der Spieler, die bis zum Einsturz noch nicht dran waren, verfallen mit dem Einsturz. Legt in einer Runde kein Mitspieler einen Stein in das Heiligtum (weil keine entsprechenden Aktionen gespielt wurden oder die Mitspieler nicht genügend Nahrung hatten), müssen alle Spieler jeweils ein Bärenpuzzleteil in die Knochengrube geben oder ohne Belohnung, aber mit Bezahlung, doch noch einen Stein auflegen.
Gelingt es einem Spieler erfolgreich, einen Stein auf das Heiligtum zu legen, darf ein beliebiger anderer Spieler Zweifel daran anmelden. Nun kann der Anleger entweder beweisen, dass er den Stein wieder aufnehmen und erneut anlegen kann oder darauf beharren, dass die Anlage korrekt war. Im letzteren Fall kommt es zu einer Wette, bei der beide Kontrahenten jeweils die Menge an Nahrung verdeckt in der Faust einsetzen, die ihnen der Streit wert ist und derjenige, der mehr Nahrung aufbietet, gewinnt den Streit; andere Mitspieler können sich einmischen und Partei ergreifen, indem sie ebenfalls Nahrung bieten, die der Partei zugerechnet wird. Alle Kontrahenten geben die eingesetzte Nahrung ab und wenn der Anleger verliert, muss er den Stein erneut anlegen. Gelingt es ihm, so hat er gewonnen. Der Verlierer aus der Anzweiflung muss dem Gewinner ein Bärenpuzzleteil nach dessen Wahl abgeben.
Das Spiel endet, wenn ein Spieler sein Bärenpuzzle vervollständigt hat. Der entsprechende Spieler gewinnt das Spiel.

## Ausgaben und Rezeption
Das Spiel Neolithibum wurde von den Spieleautoren Harald Bilz und Peter Gudbrod entwickelt und 1991 als eines der ersten Spiele in dem von ihnen gegründeten Heidelberger Spieleverlag veröffentlicht. Es erschien in einer deutschen Version, einer multilingualen Version auf Deutsch, Englisch, Französisch und Spanisch sowie einer Version für Skandinavien auf Schwedisch, Finnisch, Norwegisch und Dänisch.
1992 wurde es beim Deutschen Spiele Preis auf Rang 10 der besten Spiele gewählt.

## Belege
1. 1 2 3 4 5 6 7  Spielanleitung Neolithibum (Ausgabe Schmidt Spiele, 2012)
2. ↑  Versionen von Neolithibum in der Spieledatenbank BoardGameGeek (englisch); abgerufen am 28. Dezember 2017